# Doroteja Nadrah
Doroteja Nadrah, slovenska igralka, * 3. december 1994, Ljubljana
Diplomo (2018) in magisterij (2021) je pridobila na Akademiji za gledališče, radio, film in televizijo. Od leta 2021 je članica igralskega ansambla Prešernovega gledališča Kranj.

## Mladost
V Ljubljani je obiskovala osnovno šolo in Gimnazijo Bežigrad. Sodelovala je v Šolski impro ligi in dramskem krožku. Razmišljala je o študiju biologije.

## Nagrade
- za najboljšo igralko za vlogo v uprizoritvi Škofjeloški pasijon (režija: Jernej Lorenci, koprodukcija Prešernovo gledališče Kranj in Mestno gledališče Ptuj) • 51. Teden slovenske drame[5]

## Filmografija (izbor)
- Sanremo (2020)
- Zgodovina ljubezni (2018): Iva
- Izbrisana (2018): Tanja
- Razredni sovražnik (2013): Mojca